# ハングリージャックス
ハングリージャックス（英語: Hungry Jack's）は、オーストラリアのファーストフード（ハンバーガー）チェーン店。
スローガンは、“Burgers are better at Hungry Jack's”（ハングリージャックスのバーガーのほうが美味い）。

## 経緯

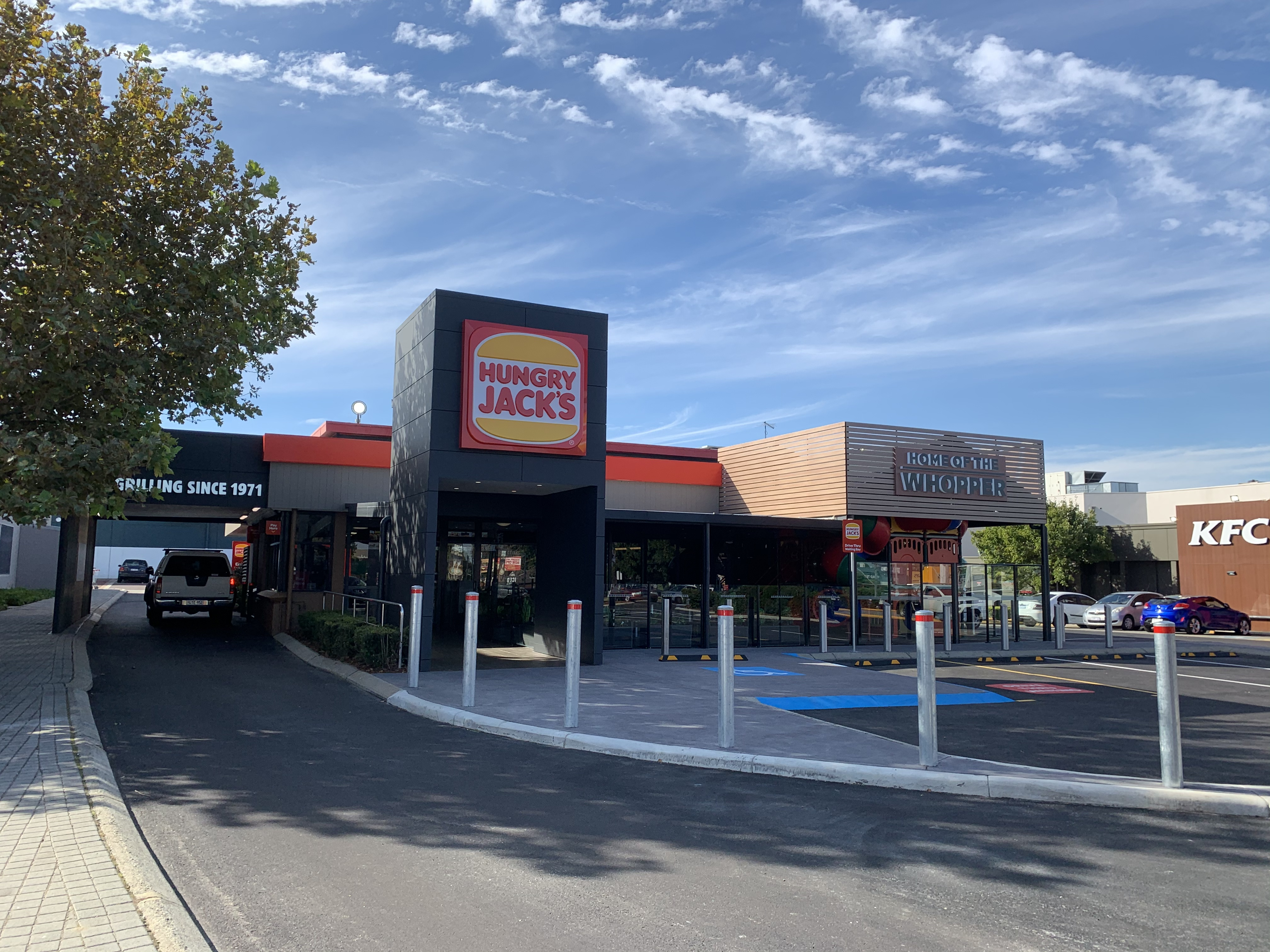
イナルーのハングリージャックス店舗

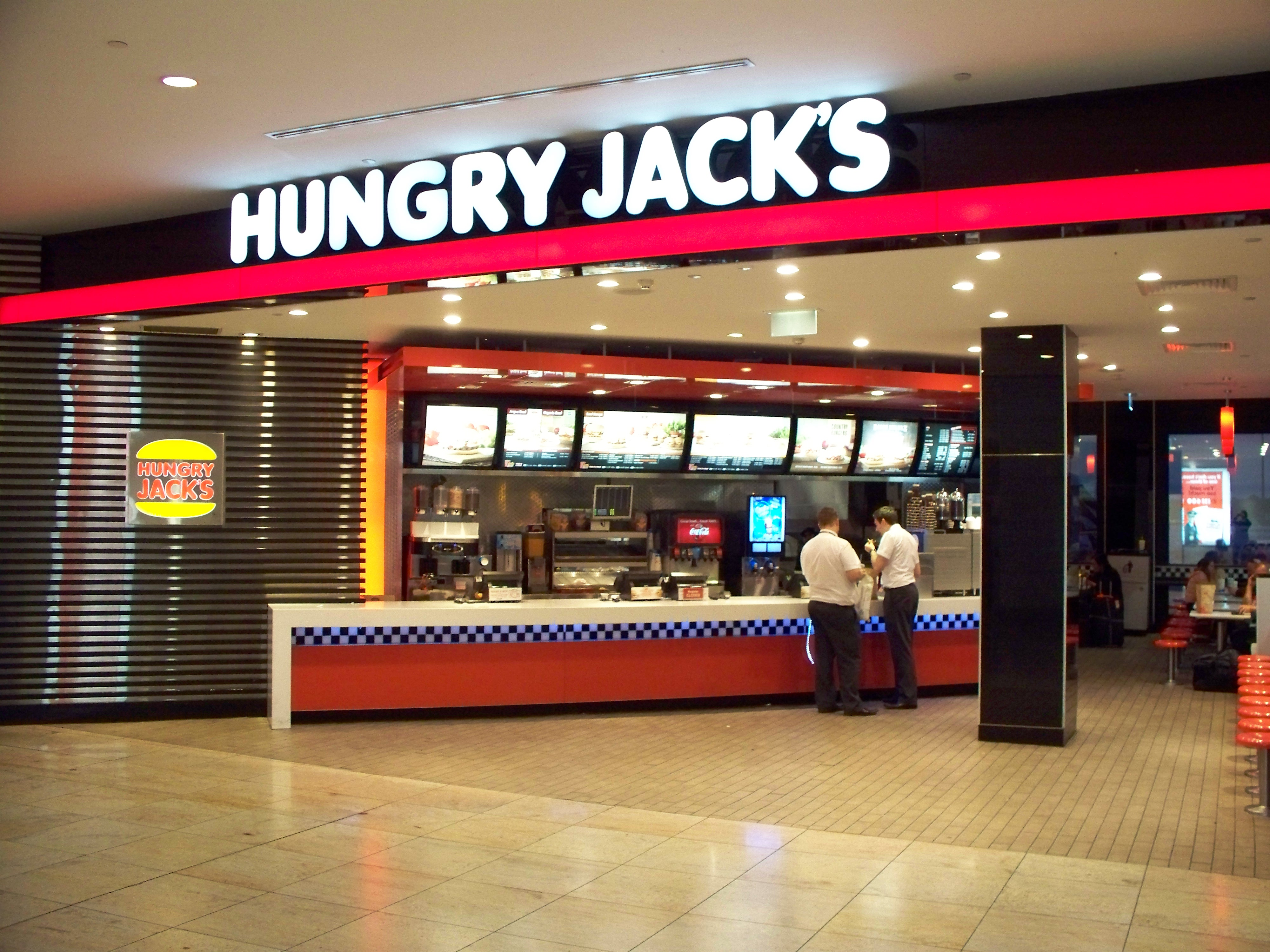
メルボルン空港のハングリージャックス店舗

オーストラリアの実業家ジャック・コウィンがアメリカ合衆国のハンバーガーチェーンバーガーキングをオーストラリアに導入しようとした際に、オーストラリアでは「バーガーキング」の名称がアデレードで商標として登録済であったため、「ハングリージャックス」としてパースのイナルーで1971年4月18日に1号店をオープンさせた。
ハングリージャックスはオーストラリア最大手のハンバーガーチェーンに成長して行くことになる。

## 訴訟
バーガーキングのアメリカ本社が、後にオーストラリアで「バーガーキング」の商標権保有者から権利譲渡され、オーストラリアにおいてもバーガーキングの名称に変更するように試みたが、ハングリージャックス側は名称が普及しているものとして変更に反対。ハングリージャックスはバーガーキングに対して、契約違反および営業妨害で賠償を請求し、ハングリージャックス側の勝訴となった。